# Martín Castrogiovanni
Martín Leandro Castrogiovanni (Paraná, 21 ottobre 1981) è un ex rugbista a 15 e conduttore televisivo italiano di origine argentina, in carriera pilone di Calvisano, Leicester, Tolone e Racing 92 ed internazionale per l'Italia dal 2002 al 2016. Soprannominato Castro, insieme a Sergio Parisse è stato il terzo giocatore a raggiungere le cento presenze nella nazionale italiana, preceduto soltanto da Alessandro Troncon e Andrea Lo Cicero.

## Biografia

### Carriera sportiva
Nato in Argentina da famiglia di origine italiana di Enna (città un tempo chiamata proprio Castrogiovanni), Castrogiovanni crebbe come pilone nella sezione rugbistica del Club Atlético Estudiantes di Paraná.
Giunse in Italia nel 2001, a 20 anni, per il suo primo ingaggio professionistico, nelle file del Calvisano. Con il club lombardo Castrogiovanni disputò cinque stagioni, vincendo una volta il titolo di campione d'Italia e un'altra giungendo in finale ma perdendola; vinse inoltre una Coppa Italia.
Grazie ai suoi avi italiani, e non avendo mai rappresentato a livello seniores l'Argentina, Martín Castrogiovanni fu subito disponibile per la Nazionale, nella quale esordì nel 2002 in un test contro gli All Blacks ad Hamilton. Nel 2003 prese parte al suo primo Sei Nazioni, disputando tutte le edizioni tenutesi a tutto il 2013, e fece successivamente parte dei convocati dal CT John Kirwan per la Coppa del Mondo di rugby 2003 in Australia.
Nel 2006 si trasferì in Inghilterra, in Premiership nelle file del Leicester, con cui, alla fine della prima stagione, si aggiudicò il titolo nazionale e venne nominato "miglior giocatore dell'anno" (primo pilone insignito di questo riconoscimento). Anche il nuovo tecnico Pierre Berbizier lo inserì in pianta stabile nella rosa e lo convocò per la Coppa del Mondo di rugby 2007 in Francia. Sotto la conduzione tecnica del successivo CT Nick Mallett, nel corso del Sei Nazioni 2008 andò a meta nei primi quattro dei cinque incontri del torneo, contro Irlanda, Inghilterra, Galles e Francia.
Nel 2009 vinse il suo secondo titolo inglese con Leicester, ripetuto nel 2010. Prese parte alla Coppa del Mondo di rugby 2011, la sua terza consecutiva, e il nuovo CT Jacques Brunel, il quarto da cui fu utilizzato in Nazionale, confermò Castrogiovanni nel Sei Nazioni 2012 e in quello del 2013.
A giugno 2013, dopo avere vinto il suo quarto titolo di campione d'Inghilterra, Castrogiovanni lasciò Leicester per trasferirsi al Tolone. Il 16 novembre 2013, in occasione di un test match a Cremona contro Figi, Castrogiovanni, insieme con Sergio Parisse, ha raggiunto le cento presenze in Nazionale italiana.
Castrogiovanni vanta anche un invito nei Barbarians per un incontro internazionale disputatosi il 1º giugno 2013 a Hong Kong quale match di apertura del tour dei British Lions diretti in Australia.
Nel 2013, come riconoscimento per la sua carriera nel massimo campionato inglese, Castrogiovanni è stato introdotto nella Premiership Rugby Hall of Fame (inaugurata nello stesso anno); è l'unico giocatore italiano ad aver ottenuto tale riconoscimento. Ha vinto la Top14 al suo primo anno a Tolone e con lo stesso club nella stagione 2013-14 e 2014-15 si è aggiudicato la Heineken Cup. Nella stagione 2015-16 ha militato nel Racing Métro 92.
Uomo-chiave della prima linea italiana così come lo è stato dei Tigers, è dotato di un buon senso della meta e contro il Giappone, nel 2004, ha messo a segno tre marcature nello stesso test-match, mentre nel 2008 è stato il miglior metaman della Nazionale nel 6 Nazioni con tre mete. Storica la sua meta che ha portato l'Italia alla vittoria contro la Francia vicecampione del mondo nella prima giornata del Sei Nazioni 2013.
Durante il Mondiale 2015 in Inghilterra è stato operato per l’asportazione di un neurinoma al plesso lombare. Dopo poco più di due mesi dall’operazione è tornato di nuovo in campo. Nel 2016 ha annunciato il suo ritiro, disputando la sua ultima partita con il Club Atlético Estudiantes di Paranà, la squadra con cui aveva iniziato a giocare a rugby.
Sostiene, tra gli altri, l'Ospedale pediatrico Meyer, Telethon, Amref Health Africa e le associazioni Olivia, La casa di Andrea, La Tartaruga.
Dal 2014 organizza la Castro Rugby Academy, camp estivo per ragazze e ragazzi dagli 8 ai 17 anni.

### Carriera televisiva
Nel 2012 ha condotto con Tessa Gelisio la serie di documentari culturali Lo spettacolo della natura, in prima serata su Rete 4.

Nel 2016 ha condotto insieme al combattente di MMA Alessio Sakara Il più forte, su DMAX del gruppo Discovery.

Nel 2017 ha partecipato al talent show Ballando con le stelle, la cui prima puntata è andata in onda su Rai 1 la sera del 25 febbraio.

Dal 30 settembre 2017 ha condotto, insieme a Belén Rodríguez e Alessio Sakara, il programma Tú sí que vales, su Canale 5.

All'inizio del 2018 è stato il primo protagonista di Campi di battaglia, su Alpha, programma che ha raccontato al grande pubblico la vita e la carriera di sei personaggi dello sport direttamente dalla loro voce.

Nel 2019 ha partecipato in qualità di ballerino ad Amici Celebrities, venendo eliminato nel corso della prima puntata.

## Palmarès
- Champions Cup: 2
Tolone: 2013-14, 2014-15
- Premiership: 4
Leicester: 2006-07, 2008-09, 2009-10, 2012-13
- Campionati francesi: 2
Tolone: 2013-14
Racing 92: 2015-16
- Campionati italiani: 1
Calvisano: 2004-05
- Coppe Italia: 1
Calvisano: 2003-04

## Programmi televisivi
- Il più forte (DMAX, 2016)
- Ballando con le stelle 12 (Rai 1, 2017) - concorrente
- Tú sí que vales (Canale 5, dal 2017)
- Amici Celebrities (Canale 5, 2019) - concorrente
- I delitti del BarLume episodio 27 "Sasso Carta Forbice" (Sky cinema 2025), interpreta come guest star l'osteopata Argentino

## Pubblicazioni
- L'ovale rimbalza male. Dal rugby alla vita nelle storie di tre campioni, Giunti, 2014, ISBN 978880979140-4.
- Raggiungi la tua meta. Forte, felice e vincente con la celiachia, Sperling & Kupfer, 2016, ISBN 9788820094331.